# Selisek
Selisek (ukr. Селісок) – wieś na Ukrainie w obwodzie wołyńskim, w rejonie kamieńskim. W 2001 r. liczyła 294 mieszkańców.
Do 2020 w rejonie lubieszowskim. 